# Тяньцзо-ди
Император Тяньцзо-ди династии Ляо (кит. 辽 天祚帝, 1075—1128), киданьское имя = Елюй Аго (кит. 耶律阿果), китайское имя — Елюй Яньси (кит. 耶律 延禧) — 9-й и последний император династии Ляо. Он стал преемником своего деда Дао-цзуна, и царствовал с 1101 по 1125. Принял ослабшее киданьское государство: армия разучилась воевать за время долгого мира и лишь немногие войска годились для подавления восстаний подчинённых киданям народов, при дворе процветал фаворитизм. Приняв государство Яньси не проявил ни способностей, ни желания поправить государственные дела.

## Биография

### Личность
В отличие от своего деда и прадеда, любил охоту, чем походил на своих кочевых предков. В детстве был избалован воспитателями, поскольку родители были убиты во время дворцового заговора. Был легкомыслен, любил разгульный образ жизни. Много времени проводил на охоте и со своими жёнами. Постоянно требовал доставлять ему охотничий соколов, чем сильно раздражал чжурчжэней, которые вносили дань соколами.

### Падение империи Ляо
О жизни последнего императора Ляо известно очень мало. Он вступил на престол в 26 лет. Престол достался ему от деда. Его отец Елюй Цзюнь был сослан и убит в результате интриги второй супруги Дао-цзуна и его министра Елюй Исиня. Яньси чудом уцелел благодаря осторожности воспитателя, который намекнул Дао-цзуну об убийцах, которых может подослать Исинь.
Новый император начал царствование со строительства храма своего отца. Пострадавшие от Исиня были призваны ко двору и получили должности. В 1102 году тела Исиня (уже умершего в то время) и других заговорщиков были выброшены из могил, их семьи уничтожены, имущество роздано тем, чьи семьи пострадали от Исиня.
Кидани постепенно разучились воевать и даже небольшая победа над племенем цзубу, угонявшем императорские табуны, далась им с трудом. Сяо Хайли поднял восстание в городе Цяньчжоу и захватил оружие и латы. Он бежал к чжурчжэням. Тяньцзо-ди не стал, как советовали ему генералы, организовывать поход против чжурчжэней. С другой стороны, кидани вызывали недовольство чжурчжэней, с которыми был установлен непрочный мир. Кроме выплаты дани, чжурчжэни бывали притесняемы правителем области Хуанлунфу и жителями города Нинцзянчжоу, где кидани наживались на неравноправной торговле с «нюйчжэнями».
В 1105 году Тяньцзо-ди выдал девицу Елюй Наньсянь за императора Ся Ли Цаньшуня.
К 1112 году вождь чжурчжэней Ваньянь Агуда чувствовал себя уверенно и не стал исполнять перед император танец на празднике первой рыбы (важный киданьский праздник, когда все вассалы собирались перед императором). Император заподозрил Агуду в преступных намерениях и хотел убить прямо на пиру, но Сяо Фэнсянь отговорил императора, сказав, что никакой вины за Агудой не было, а за неучтивость не судят. С другой стороны братья Агуды продолжали входить в свиту Тяньцзо-ди, охотились вместе с ним, и получали от императора награды и чины. Агуда стал тайно собирать сторонников, понимая что рано или поздно Тяньцзо-ди решит сместить или убить его.
Когда восставший против Агуды чжурчжэнь, дививший[что?] военные приготовления, Чжаосань Агучань бежал в Ляо, Император приказал расследовать дело обычным чиновникам, и те несколько раз пытались вызвать Агуду на допрос. В город Сяньчжоу въехало несколько сот чжурчжэньских всадников для демонстрации силы. Потом Агуда явился на допрос и всё отрицал на очной ставке с Асу. Когда он решил, что его собираются задержать, то ночью бежал и написал императору, что его пытались убить.
В 1114 против Агуды восстал вождь Хэшиле Асу, и был вынужден бежать к киданям. Агуда потребовал выдачи Асу. Император потребовал от Агуды остановить все военные приготовления и снести стены только что возведённых укреплений, Агуда повторил требование о выдаче Асу и пригрозил войной. Император приказал готовить войска.
Чжурчжэни захватывают округ Нинцзянчжоу и разбивают бохайскую (по племенному составу) армию под командованием Гао Сяньшоу и Сяо Табуэ. Император отклонил (по совету Сяо Фэнсяня) доклад министра Сяо Таосуво, который предлагал обрушить на чжурчжэней всю киданьскую армию, пока другие племена не присоединились к ним.
Всё же против Агуды был отправлен Сяо Сысянь с 7 000 киданьских воинов. Они отнеслись к походу как к прогулки многие взяли с собой семьи. Чжурчжэни форсировали Сунгари и встретили киданей у Чухэдянь, где разбили их. Сяо Фэнсянь был старшим братом Сысыня и, переживая, как бы его брата не казнили, упросил императора простить всех беглецов, а Сысяня, который и сам бежал, только понизить чином. В войске стали говорить о том, что героев ныне наказывают, а беглецов награждают. Дисциплина войска упала.
Через месяц в Волиньлэ был разбит Сяо Дили. Приезд императора не поднял настроения воинов. Племена тели и ужэ присоединились к чжурчжэням, которые теперь контролировали три округа. Сяо Исэ был разбит в следующем месяце. Император объявил, что лично разобьёт Агуду, но вместо этого приказал начать переговоры, которые ни к чему ни привели. Агуда требовал выдачи Асу и выселения киданей из Хуанлунфу. Вскоре был разбит Елюй Элидо у города Далугу. Некоторые волнения стали происходить и в Бохае, но пока кидани смогли удержать ситуацию.
В 1115 году чжуржэнь Ваньянь Агуда основал свою династию Цзинь, в то время как на территории Ляо уже 11 лет полыхало восстание. Чжурчжэни в первую очередь захватили город Хуанлунфу. Император выступил в поход с армией, но Елюй Чжанну поднял мятеж. Мятежники были убиты охраной императора (которая состояла их лояльных чжуржэней), но время было потеряно. К тому же другие отряды восставших стали громить мавзолеи киданьских императоров. Чжанну бежал к Агуде, но тот приказал придать его мучительной смерти, а сердце принести в жертву.
В конце года император с 700 000 армией стоял у перевала Томэнь, Сяо Тэмо и Сяо Чала располагали корпусами из 50 000 киданьских всадников и 40 000 пехотинцев. У Агуды было около 20 000. Елюй Чжанцзян поднял новый мятеж в тылу и император развернул армию. У месте называемом Хубудаган Агуда нагнал императорскую армию и полностью разгромил её. Елюй Тобое был разбит Чжанцзяном. В 4-м месяце 1116 восстание Чжанцзяна было подавлено Тяньцзо-ди.
В 1116 году Гао Юнчан поднял восстание и объявил о восстановлении царства Бохай. Через несколько месяцев земли Бохая были захвачены чжурчжэнями, которых такое развитие событий не устраивало. Император спешно производил мобилизацию и конфискации имущества. При этом части киданей сохраняли боеспособность, так что могли удерживать границу от сунских войск и различных восставших племён, но не чжурчжэней. При этом император не стал прерывать развлечений и охот.
В 1117 году Агуда взял Чуньчжоу, Сяньчжоу, Цяньчжоу, Ичжоу, Хаочжоу, Хуйчжоу. К концу года Агуда отправил послов в Ляо с целью установить условия признания Цзинь. В разных местах вспыхивали восстания, при этом целые семьи киданей стали бежать к Агуде.
В 1118 Агуда заключил наступательный союз с Сун.
В 1120 Агуда, устав от переговоров, взял Верхнюю столицу Ляо (Елюй Тобое сдался вместе с гарнизоном после первой попытки штурма) и разграбил мавзолеи императоров. Тяньцзо-ди находился в Западной столице.
К 1121 половина Ляо была захвачена чжурчжэнями. Тяньцзо, руководимый Сяо Фэнсянем, в это время занимался чисткой двора и массовыми казнями приближённых и сановников. В Южной столице императором провозгласил себя Вэйго-ван Чунь, вскоре и другие губернаторы начали провозглашать себя императорами.
В 1122 году Агуда взял Среднюю столицу. Елюй Юйду и Лоусу с чжурчжэнями отправились для захвата Тяньцзо-ди. Сяо Фэнсянь оклеветал третьего сына (от второй жены) Тяньцзо-ди по имени Цзинь-ван в намерении захватить трон и Тяньцзо-ди приказал ему повеситься. Узнав о приближении Юйду, Тяньцзо-ди бежал с 3000 всадников в местность Юньчжун. В реку Саньганьхэ он выбросил свою императорскую печать. Чжурчжэни преследовали его по пятам. В один день Тяньцзо-ди прогнал от себя Фэнсяня, осознав, что тот довёл его до бедствия. Фэнсянь был схвачен чжурчжэнями, одного из его сыновей чжурчжэни убили, но внезапно подоспел киданьский отряд и Фэнсянь с другим своим сыном был доставлен к Тяньцзо-ди. Тот убил их. Часть киданьской знати (в их числе был Елюй Даши) провозгласила императором Елюй Чуня, думая что Тяньцзо-ди погиб. Таким образом Тяньцзо-ди осталось только две северные области и часть союзных кочевников из цзубу и монголов. В 4-м месяце Агуда взял Западную столицу. Тяньцзо-ди бежал в пустыню. Елюй Чунь вскоре заболел и умер. Киданьская знать, сторонники Чуня, заочно объявили императором Цинь-вана, третьего сына Тяньцзо-ди. Они успешно отбили сунскую атаку на юге. В 8-м месяце Тяньцзо-ди сражался с чжурчжэнями, но был разбит и вновь бежал.
Во втором месяце 1123 года Тяньцзо-ди встретился в Елюй Даши и стал упрекать его в поддержке узурпатора Чуня. Даши ответил, что Тяньцзо-ди не смог встретить врага и бежал бросив государство, а Чунь был потомок Абаоцзи. Император согласился с этим и дал Даши вина и хлеба. В следующем месяце вся семья императора была схвачена чжурчжэнями, а также Даши. Тяньцзо-ди бежал в местность Юньнэй. В 5-м месяце послы из Си Ся уговорили Тяньцзо-ди укрыться в их границах. Второй сын Тяньцзо-ди по имени Елюй Яли был провозглашён императором частью знати. В 9-м месяце Даши смог освободиться из чжурчжэньского плена.
В 1124 году Тяньцзо-ди укрылся у Могоси (видимо союзный киданям вождь). Осенью к нему присоединился Елюй Даши с шивэйскими войсками и они вместе обсуждали план отвоевания некоторых областей.
При поддержке Си Ся Тяньцзо скрывался на западной границе до 1125 года. Весной он был схвачен Ваньян Лоуши на территории современного Инсянь. По одним данным он умер в плену спустя 3 года по неизвестной причине. Даши считал, что необходимо выжидать удачного момента, но Тяньцзо-ди твёрдо решил воевать. Даши убил некоторых киданей и покинул ставку императора. Он сам стал назначать людей на посты и решил отбыть на запад. Тяньцзо-ди с оставшимися людьми взял области Тяньдэ, Дуншэн, Нинбянь, Юннэй. Подоспевшие чжурчжэни моментально разнесли его армию. Император снова укрылся в горах Цзяшань. Вскоре пришли вести о смерти Агуды и воцарении Уцимая. В конце года император взял в жёны дочь одного из местных вождей.
В 1125 году Тяньцзо-ди отправился на юг, чтобы укрыться в Си Ся, но при переходе через пустыню был застигнут чжурчжэнями и бежал потеряв даже коня. В городе Тяньдэ император и его люди нашли убежище и прожили несколько дней. Тяньцзо действительно попал в Ся, но по неизвестным причинам (возможно правительство Ся передумало) его отвезли в область Инчжоу, в городок Синьчэн. Там его пленил чжэуржэньский амбань Лоусу.
В 8-м месяце он был доставлен к Уцимаю, низложен и назначен Хайбинь-ваном (ван морского побережья).
Достоверных данных о его смерти не сохранилось.

## Наследие
Принц Елюй Даши бежал на запад. Сначала с ним было только 200 всадников, но вскоре к нему присоединились остатки войск Ляо и те племена киданей, что не хотели попасть под власть Агуды. Всего он собрал 10 000 воинов и в несколько раз большее количество лошадей. Отступив на запад, он основал своё государство Западная Ляо.